# Bayerische G 4/5 N
Die Dampflokomotive der Gattung Bayerische G 4/5 N wurde auf der Basis der bayerischen E I konstruiert. Sie hat zur letzten Ausführung der in mehreren Serien stets weiterentwickelten E I unübersehbare Ähnlichkeiten. Wäre das Nummernsystem der K.Bay.Sts.B. nicht kurz zuvor umgestellt worden, wäre die G 4/5 N vermutlich auch als E I in Dienst gestellt worden. 
Bei der Weiterentwicklung der E I bzw. der G 4/5 N kamen auch Erkenntnisse aus der Konstruktion zweier bei Baldwin in den USA erworbener (und ebenfalls als E I eingestufter) Güterzuglokomotiven zur Anwendung.
Die Firma Krauss lieferte zwischen 1905 und 1906 sieben Exemplare dieser Lokomotivtype. Durch den hoch gelegten Kessel stand die Feuerbüchse auf dem Rahmen. Diese für die bayerischen Lokomotiven nach Maffei'scher Handschrift in der Folge charakteristische Bauform war hier bereits zu erkennen; und die Konstruktionsabfolge führte weiter zur badischen VIIIe, der Schweizer C 4/5 und schließlich der bayerischen G 4/5 H, allesamt von Maffei entwickelt.
Die Deutsche Reichsbahn übernahm die vier Exemplare, die nach dem Ersten Weltkrieg in der Heimat verblieben waren, und gab ihnen die Betriebsnummern 56 401–404. Die Fahrzeuge waren bis 1927 im Einsatz.
Zwei Maschinen gelangten nach dem Ersten Weltkrieg zur PKP und wurden dort als Tr102 geführt. In der zweiten Liste der PKP-Maschinen von 1936, die der Forschung heute noch zur Verfügung steht, tauchen sie nicht mehr auf.
Die Fahrzeuge waren mit einem Schlepptender der Bauart bay 2'2' T 18,2 ausgestattet.